# Constantin al III-lea (împărat)

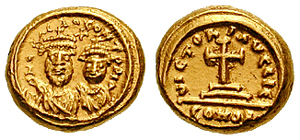
Heraclius I și fiul său Constantin al III-lea

A nu se confunda cu Constantin al III-lea (împărat roman de Apus)
Heraclius Konstantin (n. 3 mai 612 d.Hr. – d. 24 mai 641 d.Hr., Chalcedon⁠(d), Imperiul Otoman, Imperiul Roman de Răsărit), cunoscut sub numele de Constantin al III-lea, a fost împărat bizantin în 641, fiul lui Heraclius și fratele lui Heraklonas.
Constantin a fost numit co-împărat pe 22 ianuarie 613 (9 luni). În 629 s-a căsătorit cu vara sa de gradul 2, Gregoria, cu care a avut doi copii: Constans și Theodosiu. În 641, la moartea lui Heraclius, a devenit împărat împreună cu fratele mai mic al predecesorului, Herakonas. El a dat mai mult de 2 milioane de solizi lui Valentinus Aršakuni, un adjutant al unui nobil important, ca să fie distribuiți soldaților, pentru a asigura fiului său tronul. După patru luni a murit de tuberculoză, lăsându-l pe Heraklonas unic împărat. La scurt timp, Constans, fiul său, a devenit noul împărat.